# All Ghillied Up

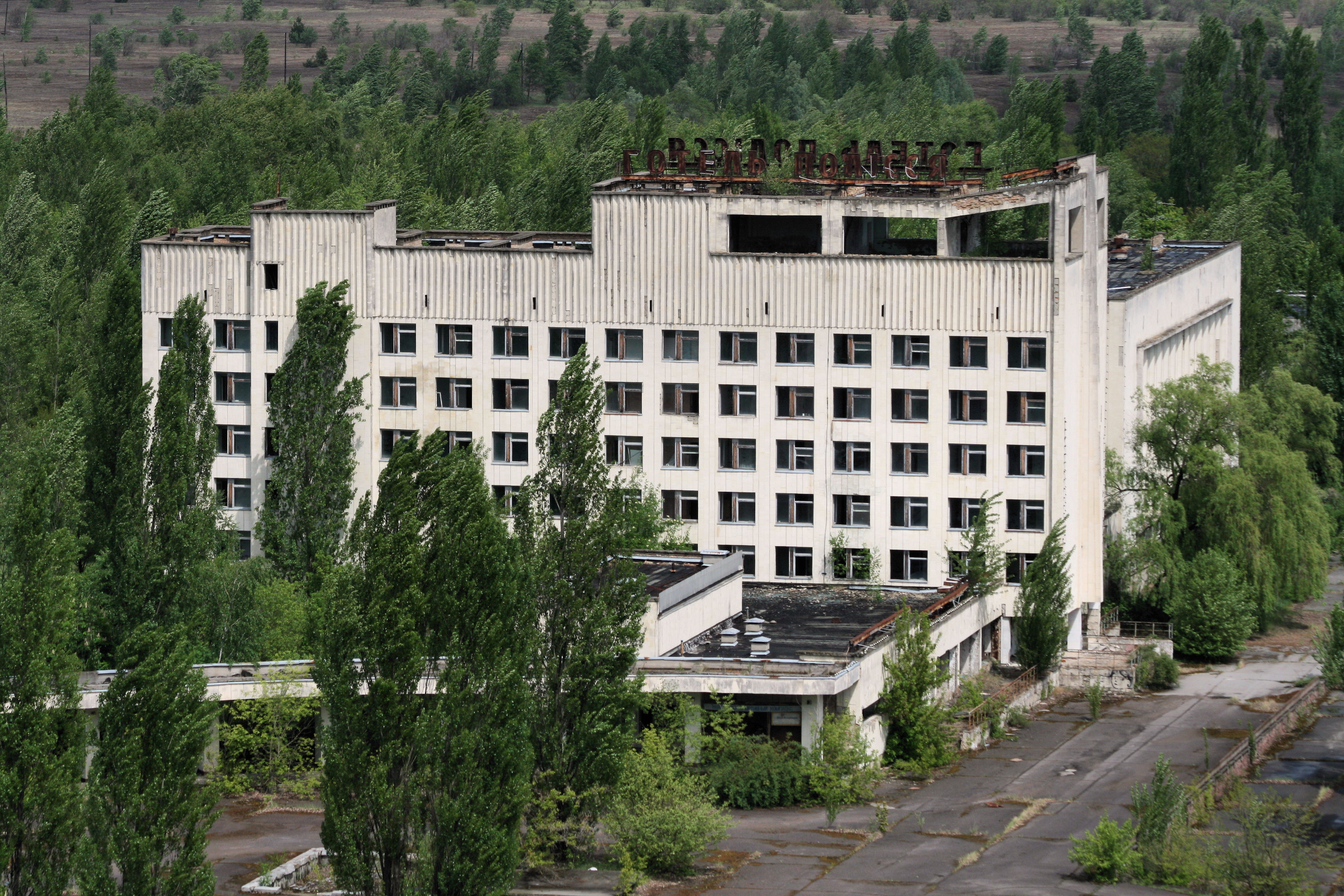
Hotel Polesië, het uitkijkpunt voor de executie van het doelwit van de speler

"All Ghillied Up" is een missie uit de first person shooter videogame Call of Duty 4: Modern Warfare uit 2007. De missie speelt zich in 1996 af in Pripjat, een verlaten stad in Oekraïne na de kernramp van Tsjernobyl op 26 april 1986. Het doel van de missie, een flashback, is om als sluipschutter op een tersluikse manier het uitkijkpunt te bereiken van waaruit de speler een Russisch doelwit moet executeren: Hotel Polesië.
De missie kreeg lovende kritieken van journalisten uit het milieu van de videogamewereld zoals IGN  en Kotaku  omwille van de baanbrekende vorm van stealth (verborgenheid of sluipen). De fans van de serie hebben "All Ghillied Up" in mei 2019 tot beste Call of Duty-missie aller tijden gestemd via het tijdschrift LADbible, door de stealth-beleving in een spel dat anders actiegericht is, de keuzes die het de speler biedt en omwille van de locatie in de vervreemdingszone rond Tsjernobyl.
In 2019 kreeg de missie "All Ghillied Up" – oorspronkelijk te spelen op de platforms PlayStation 3, Xbox 360 en PC – een visuele upgrade (remaster) voor de platforms PlayStation 4 en Xbox One met de remake Call of Duty: Modern Warfare Remastered.

## Inhoud

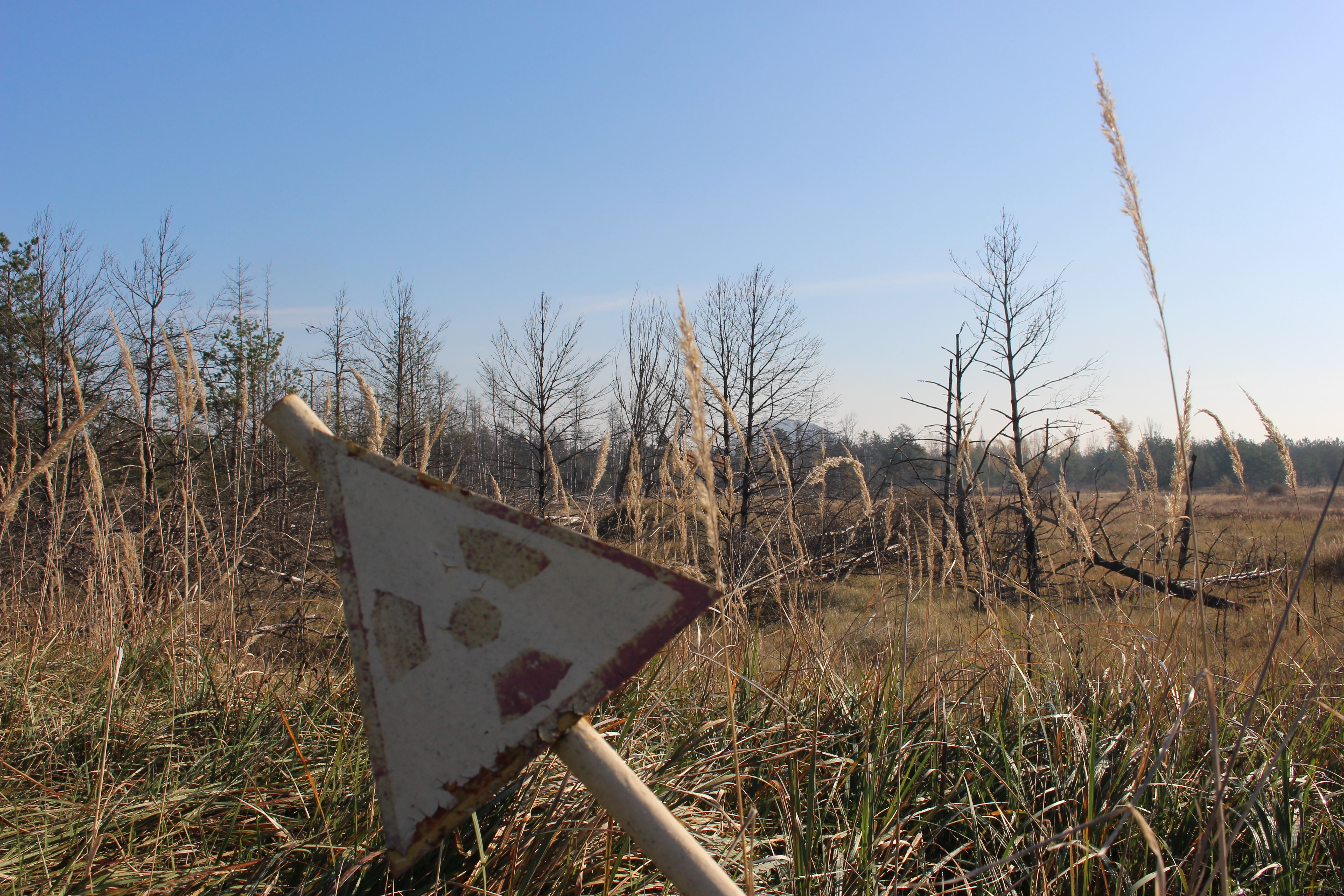
De radioactieve vervreemdingszone waar de missie zich afspeelt

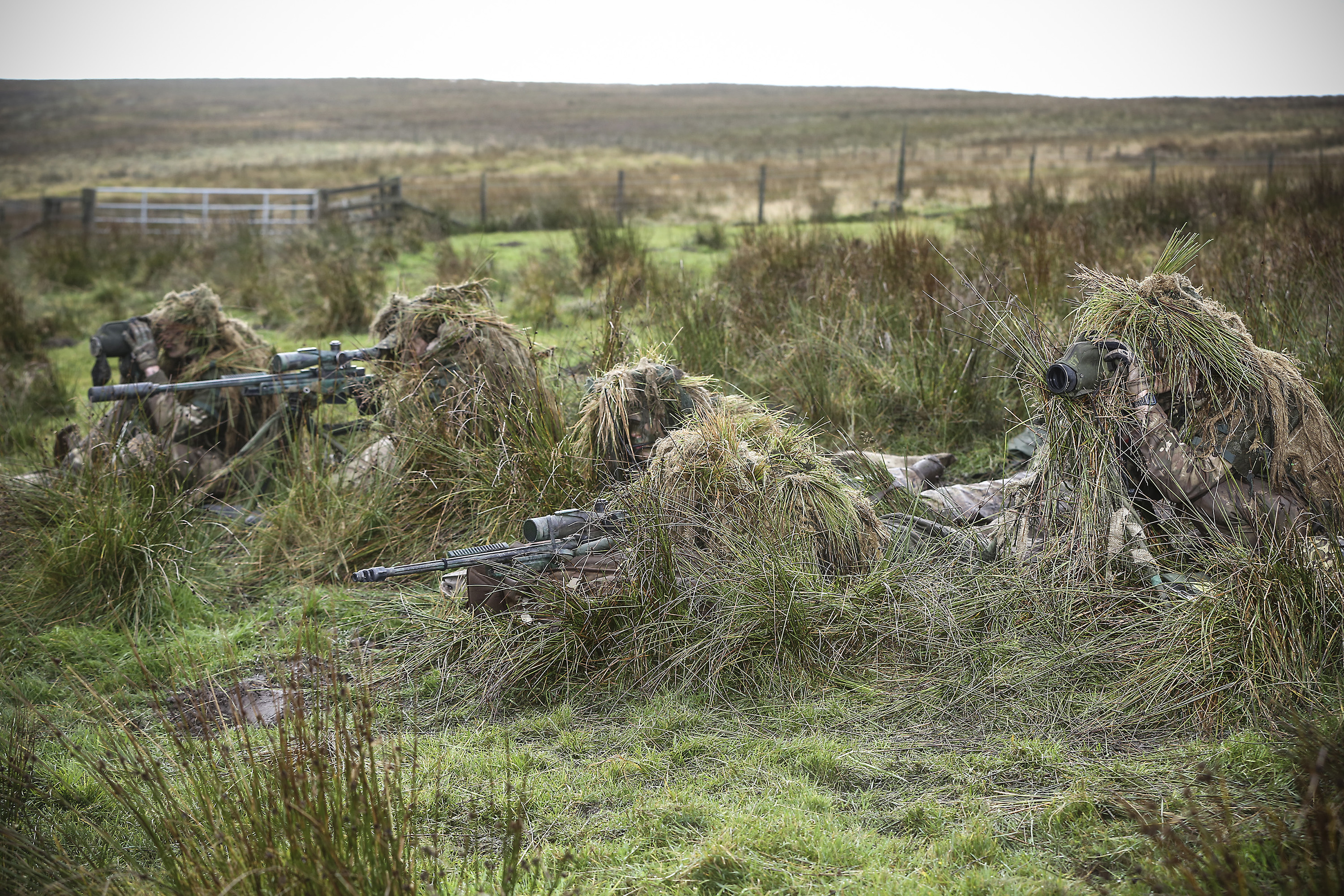
De speler draagt een ghillie suit als camouflage

De speler heeft de controle over Special Air Service-luitenant John Price die tien jaar na de kernramp van Tsjernobyl samen met zijn kapitein John MacMillan voorbij een bestraalde woestenij moet sluipen nabij Pripjat. Het doel van Price en MacMillan is om, eens ze in de stad zijn, hun doelwit te vermoorden vanop een ruime afstand (zo'n vijf kilometer) daarbij onder meer rekening houdende met het corioliseffect en de wet van Buys Ballot. De speler moet de spookstad die Pripjat is heelhuids en ongezien bereiken. Een aartsmoeilijke maar niet onmogelijke opdracht. Price en MacMillan gaan door een houten gebouw in een veld, langs een huis en door een verlaten kerk terwijl ze onopgemerkt vijanden dienen uit te schakelen. De speler gaat naar een ander veld waar ze een peloton tegenkomen met tanks die eroverheen gaan. Ze verstoppen zich voor de vijanden in het gebladerte met behulp van de ghillie-uitrusting in buikligging. Ze gaan verder langs andere gebieden met inactieve tanks, helikopters en militaire eenheden terwijl ze met vijanden omgaan. Ze vinden een ander peloton op hun pad met helikopters en militaire voertuigen, waar ze onder kruipen. Uiteindelijk bereiken ze Pripjat, dat wordt getoond zoals in de werkelijkheid aan de hand van enkele beroemde gebouwen aldaar. Tijdens de volgende missie, "One shot, one kill", proberen Price en MacMillan vanuit Hotel Polesië Imran Zachajev te executeren, de leider van de Russische ultranationalisten.

## Productie
"All Ghillied Up" werd ontworpen door Mohammad Alavi, die ook de zich in de Pacifische Beringstraat afspelende missie "Crew Expendable" uit Call of Duty 4: Modern Warfare en de controversiële missie "No Russian" uit de sequel Call of Duty: Modern Warfare 2  heeft ontworpen en gecodeerd. 
Het maken van de eerste minuut van de missie, die tot wel een uur kan duren zonder bij checkpoints te falen, nam volgens Alavi drie maanden in beslag. De reactie van de non-player characters (niet bestuurbare personages of hier "vijanden") moest dermate worden bijgesteld zodat ze anders reageerden op de acties van de speler en afhankelijk van de afstand of nabijheid moesten de vijanden kunnen handelen. Dit was nieuw voor die tijd.

## Trivia
- "All Ghillied Up" wordt vermeld in de Russisch-Amerikaanse sciencefiction-film Hardcore Henry van regisseur Ilya Naishuller uit 2015. Naishuller noemde "All Ghillied Up" de beste missie uit een videogame aller tijden.[8]
- De naam van de missie is een samenstelling van "All Geared Up" ("Allemaal uitgerust", in de context van kledij) met het woord "ghillie suit".